# اندری چرپکو
اندری چرپکو (اوکراینی: Андрій Васильович Черепко؛ زادهٔ ۱۷ ژانویهٔ ۱۹۹۷) بازیکن فوتبال اهل اوکراین است.
از باشگاه‌هایی که در آن بازی کرده‌است می‌توان به باشگاه فوتبال اوورلا اوژهورود اشاره کرد.